# Protopunk
Proto-punk je termín, se kterým se označuje hudba, která se podílela na vývoji punk rocku.

## Charakteristika
Mezi kapely, které se příznivě podílely na vývoji punk rockové hudby patří:
The Stooges, The Who, Lou Reed, The Velvet Underground, David Bowie, Blue Cheer, Mott the Hoople, Bryan Ferry & Roxy Music, Iggy Pop, Frank Zappa, Captain Beefheart and His Magic Band, T. Rex, The Sonics, MC5, Big Star, New York Dolls, Jonathan Richman & The Modern Lovers, Patti Smith, The Standells, The Pretty Things, Dick Dale, The Rolling Stones, Black Sabbath, Dr. Feelgood, Eddie and the Hot Rods, The Doors (především skladba „Break On Through“), Eddie Cochran, Television, The Fugs, Chocolate Watch Band, Shadows of Knight, Music Machine, Syndicate of Sound, Can, Neu!. Mezi žánry, které punk rock ovlivnily (respektive patří do vlny protopunku) mimo jiné patří rockabilly, Garage rock, Art rock, free jazz, R&B, psychedelický rock, avantgarda, beat groupe, glam rock (hlavně skinheadská modifikace glam rocku). Název punk rock byl vymyšlen v roce 1970.".

## Protopunková alba
- Fun House – The Stooges (1970)
- My Generation – The Who (1965)
- Vincebus Eruptum – Blue Cheer (1968)
- Kick Out the Jams – MC5 (1969)